# 七辻

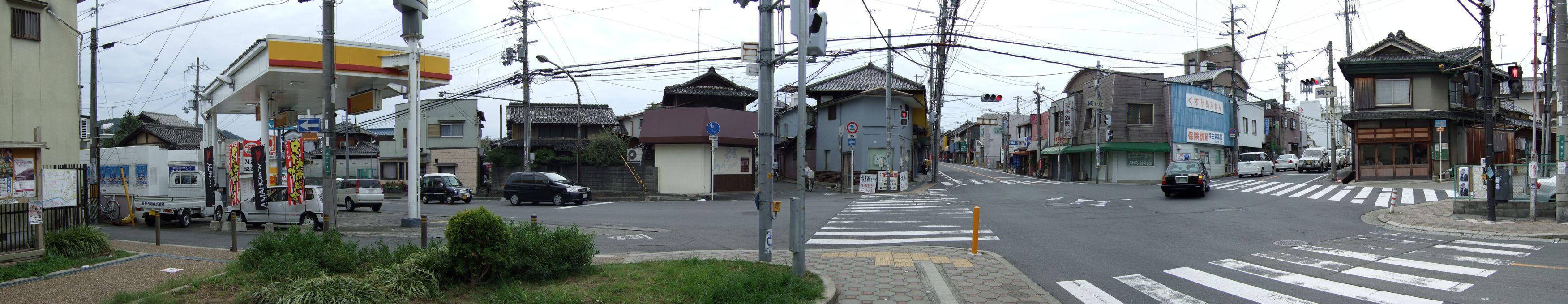
大阪府河内長野市本町交差点

七辻（ななつじ）は、7本の道路が交わる交差点。七差路・七叉路（ななさろ）とも呼ばれる。

## 日本国内

### 東京都

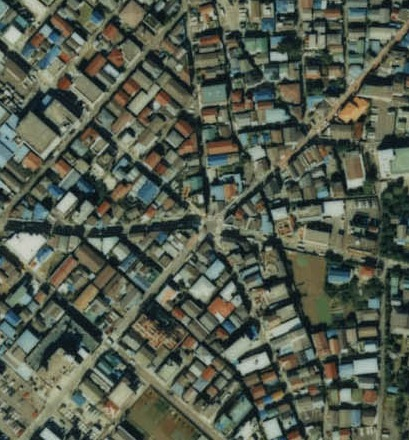
上空から見た大田区の七辻。

日本国内では、東京都大田区の雑色駅と糀谷駅の中間に位置する七辻が有名。この交差点は、大田区の南蒲田2丁目、萩中1丁目、東六郷1丁目、南六郷1丁目の境界にあたる多叉路。住宅街の生活道路であり、信号機はなく、「日本一ゆずり合いモデル交差点」の看板が立つ。かつての六郷村時代にはこの周辺は田畑で畦道が通り荷車が通る道が1本だけであった。1917年（大正6年）に始まった耕地整理により七辻になった。

### 大阪府
大阪府河内長野市には、本町（七つ辻）交差点がある。
また、大阪市住吉区の「六道の辻閻魔地蔵」前は、小規模ながら「冥土の苦界六道の辻」と呼ばれる六差路だったが、現在は1本増えて七辻となっている。

### 福岡県
福岡県福岡市早良区の原（はら）交差点は、国道202号（福岡県道559号）、福岡県道558号、福岡市道原拾六町線、福岡市道原686号線（福岡市道685号線）及び福岡市道原780号線が交わる七差路である。これらに福岡市道原南庄線を含めれば、この交差点は、八差路となる。
国道202号の下り方面道路が整備される前は、この交差点は、国道202号の上り方面道路（福岡県道559号）、福岡県道558号、福岡市道原拾六町線、福岡市道原南庄線、福岡市道原686号線及び福岡市道原780号線が交わる七差路であった。
国道202号の下り方面道路が整備された後、福岡県道558号が拡幅される前は、この交差点は、国道202号、福岡県道558号、福岡市道原拾六町線、福岡市道原686号線及び福岡市道原780号線が交わる七差路であった。

## 日本国外

### 台湾

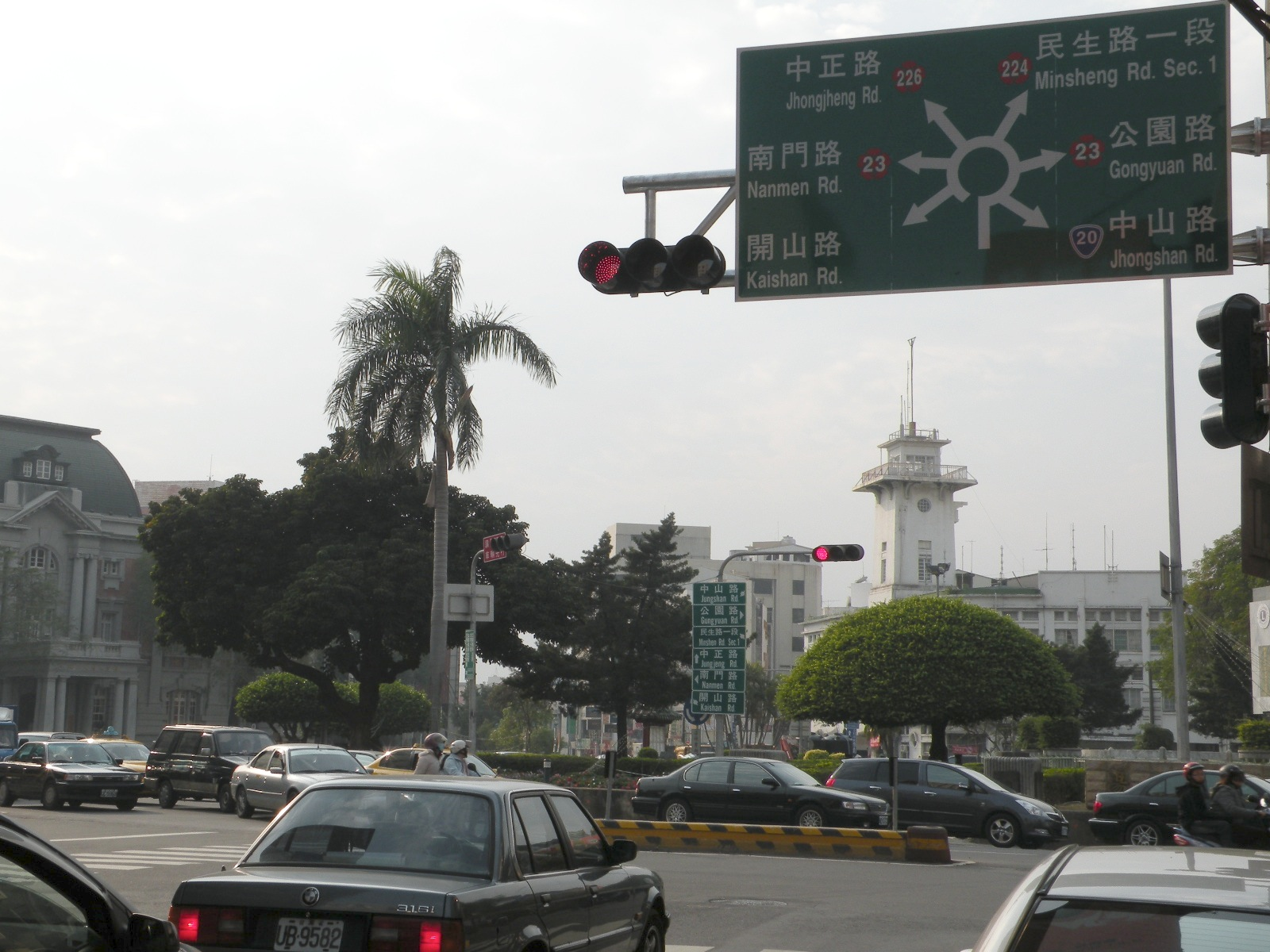
台湾台南市湯徳章記念公園。左は旧台南州の州庁。

台湾の台南市には、日本統治時代に建った大正公園（現在の民生緑園・湯徳章記念公園）という七辻がある。ここは、花園町、大正町、清水町、開山町、幸町、末広町、錦町通り（現在の公園路・中山路・青年路・開山路・南門路・中正路・民生路）の交差点である。また、ここは、台南市の中心地であり、かつての台南州庁、台南市政府があった。